# Будище (Ершичский район)
Будище — деревня в Ершичском районе Смоленской области России. Входит в состав Кузьмичского сельского поселения. Население — 3 жителя (2007 год). 
Расположена в южной части области в 16 км к юго-западу от Ершичей, в 38 км южнее автодороги А101 Москва — Варшава («Старая Польская» или «Варшавка»), на берегу реки Ольшовка. В 34 км северо-западнее деревни расположена железнодорожная станция Понятовка на линии Рославль — Кричев. 

## История
В годы Великой Отечественной войны деревня была оккупирована гитлеровскими войсками в августе 1941 года, освобождена в сентябре 1943 года.